# افسون‌شده (فیلم)
افسون‌شده (انگلیسی: Enchanted) فیلم لایو اکشن/پویانمایی آمریکایی در ژانر کمدی رمانتیک فانتزی موزیکال به کارگردانی کوین لیما و نویسندگی بیل کلی است که در سال ۲۰۰۷ منتشر شد. ایمی آدامز، پاتریک دمپسی، جیمز مارسدن، تیموتی اسپال، ایدینا منزل، ریچل کاوی و سوزان ساراندون بازیگران فیلم هستند. این فیلم در مورد یکی از پرنسس‌های دیزنی به نام جیزل (آدامز) است که ناگهان از دنیای انیمیشنی خود وارد دنیای لایو-اکشن شهر نیویورک می‌شود.
این فیلم ادای دین و تقلیدی از فیلم‌های استودیوی انیمیشن والت دیزنی است و از طریق ترکیب فیلم‌سازی لایو-اکشن، سل انیمیشن و تصاویر کامپیوتری ارجاعات متعددی به آثار گذشتهٔ این استودیو دارد. این فیلم همچنین بازگشت انیمیشن سنتی به یک فیلم سینمایی دیزنی در پی تصمیم این شرکت برای انتقال کامل به انیمیشن کامپیوتری در سال ۲۰۰۴ است. آدامز یکی از ۲۵۰ بازیگر زنی بود که برای نقش پرمخاطب جیزل تست بازیگری داد. استودیو از انتخاب یک ستاره بزرگ‌تر برای این نقش توافق کرده بود اما کارگردان به دلیل وفاداری به نقش آدامز و توانایی‌اش در قضاوت نکردن دربارهٔ شخصیت جیزل، بر انتخاب آدامز اصرار داشت. آلن منکن و استفان شوارتز که ترانه‌هایی را برای فیلم‌های قبلی دیزنی نوشته بودند، ترانه‌های افسون‌شده را ساختند و منکن آهنگسازی آن را بر عهده داشت. مراحل فیلم‌برداری بخش‌های لایو-اکشن فیلم در اطراف شهر نیویورک تکمیل شد.
افسون‌شده در ۲۰ اکتبر ۲۰۰۷ برای اولین بار در جشنواره فیلم لندن به نمایش درآمد و در ۲۱ نوامبر ۲۰۰۷ به‌صورت گسترده در ایالات متحده اکران شد. این فیلم با استقبال خوبی از سوی منتقدان روبرو شد و آدامز را به یک بازیگر برجسته در هالیوود تبدیل کرد و نیز بیش از ۳۴۰ میلیون دلار در سراسر جهان فروش داشت. افسون‌شده در مراسم گلدن گلوب و اسکار نامزد دریافت دو جایزه شد. دنبالهٔ این فیلم با عنوان افسون‌نشده در سال ۲۰۲۲ از طریق دیزنی پلاس اکران شد.

## داستان
جیزل دختری است که در جنگل زندگی می‌کند و شاهزاده اندولیزیا جان او را نجات می‌دهد و عاشق او می‌شود؛ و قرار می‌شود جیزل و شاهزاده ادوارد با هم ازدواج کنند.
اما نامادری ادوارد که ناریسا نام دارد و یک جادوگر بدجنس است. او می‌داند که اگر جیزل و ادوارد باهم ازدواج کنند ادوارد پادشاه می‌شود و تاج و تخت از وی گرفته می‌شود؛ بنابراین با جادو جیزل را به درون چاهی می‌اندازد. جیزل به نیویورک وارد می‌شود و مردی به نام رابرت که وکیل طلاق است و همسر قبلیش مرده (و دختری به نام مورگانا دارد) را ملاقات می‌کند که می‌خواهد با زنی به نام نانسی ازدواج کند. به اصرار مورگانا رابرت او را با خود به خانه می‌برد. صبح روز بعد که آنها از خواب بیدار می‌شوند می‌بینند که جیزل به کمک حیوانات خانه را مرتب کرده‌است.
در همین حین نانسی که نامزد رابرت است وارد خانه می‌شود و جیزل را با رابرت می‌بیند و فکر می‌کند آن دو با هم رابطه عاشقانه دارند. همزمان شاهزاده ادوارد هم برای نجات جیزل از سرزمین افسانه‌ها وارد نیویورک می‌شود؛ اما نامادری ادوارد که نگران رسیدن آن دو نفر به هم است، خدمتکار خود را که نامش ناتانائیل است به نیویورک می‌فرستد تا جیزل را بکشد و مانع رسیدن آن دو نفر به هم شود. در نهایت ناتانائیل موفق به کشتن جیزل نمی‌شود. از طرفی دوستی زیادی بین رابرت و جیزل شکل می‌گیرد. در همین حین ادوارد موفق می‌شود که جیزل را پیدا کند و جادوگر بدجنس خودش برای کشتن جیزل به نیویورک سفر می‌کند.
او در مجلس رقصی که ادوارد و جیزل و همین‌طور رابرت و نانسی هستند می‌رود و با یک سیب جیزل را مسموم می‌کند. و تنها راه نجات بوسیدن لب‌های جیزل توسط عشق واقعی اوست. ادوارد شانس خود را امتحان می‌کند ولی نتیجه ای ندارد. با اصرار ادوارد، رابرت تصمیم به امتحان این کار را می‌گیرد و پس از بوسه رابرت، جیزل نجات میابد. در همین حین ناریسا خود را به شکل اژدها درمی‌آورد و رابرت را با خود به نوک برج می‌برد رابرت موفق به کشتن اژدها می‌شود.
جیزل تصمیم می‌گیرد با رابرت در نیویورک بماند و با هم ازدواج کنند همچنین نانسی هم با ادوارد به سرزمین افسانه‌ای اندولیزیا می‌رود و با او ازدواج می‌کند.

## بازیگران
- ایمی آدامز در نقش جیزل
- پاتریک دمپسی در نقش رابرت
- جیمز مارسدن در نقش شاهزاده ادوارد
- تیموتی اسپال در نقش ناتانائیل
- آدینا منزل در نقش نانسی
- سوزان ساراندون در نقش ناریسا
- ریچل کاوی در نقش مورگانا؛ دختر رابرت فیلیپ